# Lista siturilor arheologice din județul Gorj - R
Lista siturilor arheologice din județul Gorj - R conține toate siturile arheologice din județul Gorj înscrise în Repertoriul Arheologic Național (RAN) și aflate în localități al căror nume începe cu litera R. RAN este administrat de Ministerul Culturii și Patrimoniului Național și cuprinde date științifice, cartografice, topografice, imagini și planuri, precum și orice alte informații privitoare la zonele cu potențial arheologic, studiate sau nu, încă existente sau dispărute.
Puteți căuta un sit din localitățile care încep cu litera R folosind formularul de mai jos sau puteți naviga prin toate siturile din județ la Lista siturilor arheologice din județul Gorj.
| Cod RAN                                   | Denumire | Localitate                                      | Adresă                                     | Datare          | Descoperit | Coordonate                       | Imagine           | Erori            |
| ----------------------------------------- | --- | ----------------------------------------------- | ------------------------------------------ | --------------- | ---------- | -------------------------------- | ----------------- | ---------------- |
| 81585.01.01 (Cod LMI: GJ-I-m-B-09138.02)  | Situl arheologic de la Runcu - "La Bulboc" / ansamblu anonim (Categorie: locuire civilă) (Tip: Așezare) | sat Runcu, comuna Runcu                         | La Bulboc, Cracul Răchițele, Peștera Popii |                 |            | 45°06′N 23°09′E / 45.1°N 23.15°E | Încărcați imagine | Raportați eroare |
| 102516.01.02 (Cod LMI: GJ-I-m-B-09138.01) | Situl arheologic de la Runcu - "La Bulboc" / ansamblu anonim (Categorie: locuire civilă) (Tip: Așezare) | sat Runcu, comuna Runcu                         | La Bulboc, Cracul Răchițele, Peștera Popii | Coțofeni        |            | 45°06′N 23°09′E / 45.1°N 23.15°E | Încărcați imagine | Raportați eroare |
| 81585.02.01 (Cod LMI: GJ-I-m-B-09139.01)  | Situl arheologic de la Runcu - "La Cruce" / ansamblu anonim (Categorie: locuire civilă) (Tip: Așezare) | sat Runcu, comuna Runcu                         | La Cruce                                   | geto-dacică     |            | 45°06′N 23°09′E / 45.1°N 23.15°E | Încărcați imagine | Raportați eroare |
| 102516.02.02 (Cod LMI: GJ-I-s-B-09139)    | Situl arheologic de la Runcu - "La Cruce" / ansamblu anonim (Categorie: locuire civilă) (Tip: Așezare) | sat Runcu, comuna Runcu                         | La Cruce                                   | Coțofeni        |            | 45°06′N 23°09′E / 45.1°N 23.15°E | Încărcați imagine | Raportați eroare |
| 81503.01.01 (Cod LMI: GJ-II-m-B-09361)    | Biserica de lemn "Sfinții Voievozi", "Cuvioasa Paraschiva" de la Roșia de Amaradia / ansamblu Biserica de lemn "Sfinții Voievozi", "Cuvioasa Paraschiva" (Categorie: structură de cult/religioasă) (Tip: Biserică de lemn) | sat Roșia de Amaradia, comuna Roșia de Amaradia |                                            | 1782, ref. 1900 |            |                                  | Încărcați imagine | Raportați eroare |
| 81585.03.01 (Cod LMI: GJ-I-s-B-09140)     | Așezarea medievală de la Runcu / ansamblu anonim (Categorie: așezare) (Tip: Așezare) | sat Runcu, comuna Runcu                         | La morminți                                | sec. XV - XVI   |            |                                  | Încărcați imagine | Raportați eroare |